# Unterseeboot 1202
Pour les articles homonymes, voir KNM Kinn (homonymie).
L'Unterseeboot 1202 ou U-1202 est un sous-marin allemand (U-Boot) de type VIIC utilisé par la Kriegsmarine pendant la Seconde Guerre mondiale.
Le sous-marin fut commandé le 14 octobre 1941 à Danzig (Schichau-Werke), sa quille fut posée le 28 avril 1943, il fut lancé le 11 novembre 1943 et mis en service le 27 janvier 1944, sous le commandement du Kapitänleutnant Rolf Thomsen (en).
Il capitula à Bergen en mai 1945.
Transféré à la marine norvégienne en 1948, il fut renommé KNM Kinn et reprit le service jusqu'en 1961.

## Conception
Unterseeboot type VII, l'U-1202 avait un déplacement de 769 tonnes en surface et 871 tonnes en plongée. Il avait une longueur totale de 67,10 m, un maître-bau de 6,20 m, une hauteur de 9,60 m, un tirant d'eau de 4,74 m et un tirant d'air de 4,86 m. Le sous-marin était propulsé par deux hélices de 1,23 m, deux moteurs diesel Germaniawerft M6V 40/46 de 6 cylindres en ligne de 1 400 cv à 470 tr/min, produisant un total de 2 060 à 2 350 kW en surface et de deux moteurs électriques Allgemeine Elektricitäts-Gesellschaft 460/8-276 de 375 cv à 295 tr/min, produisant un total 550 kW, en plongée. Le sous-marin avait une vitesse en surface de 17,7 nœuds (32,8 km/h) et une vitesse de 7,6 nœuds (14,1 km/h) en plongée. Immergé, il avait un rayon d'action de 93 milles marins (150 km) à 4 nœuds (7,4 km/h; 4,6 milles par heure) et pouvait atteindre une profondeur de 230 m. En surface son rayon d'action était de 9 426 milles nautiques (soit 15 170 km) à 10 nœuds (19 km/h).
L'U-1202 était équipé de cinq tubes lance-torpilles de 53,3 cm (quatre montés à l'avant et un à l'arrière) et embarquait quatorze torpilles. Il était équipé d'un canon de 8,8 cm SK C/35 (220 coups), d'un canon de 20 mm Flak C30 en affût antiaérien et d'un canon 37 mm Flak M/42 qui tire à 15 350 mètres avec une cadence théorique de 50 coups par minute. Il pouvait transporter 26 mines Torpedomine A ou 39 mines Torpedomine B. Son équipage comprenait 4 officiers et 44 à 56 sous-mariniers.

## Historique
Il effectue son temps d'entraînement à la 8. Unterseebootsflottille à Dantzig jusqu'au 14 mars 1945, puis il intègre son unité de combat dans la 11. Unterseebootsflottille basé à Bergen.
Sa première patrouille est précédée par un court trajet de Kiel à Horten puis à Kristiansand. Elle commence le 30 octobre 1944 au départ de Kristiansand pour les eaux côtières britanniques. L'U-1202 patrouille en mer d'Irlande. Il déclare par un télégramme radio, le 10 décembre 1944, qu'il a coulé quatre navires totalisant 26 000 tonnes G.R.T. d'un convoi, dans le nord-ouest du cap de St David's. Un seul est confirmé : un navire marchand américain indépendant, le SS Dan Beard. Après 64 jours en mer, le submersible fait route vers Bergen qu'il atteint le premier jour de l'année 1945.
Sa seconde patrouille commence le 4 mars 1945 au départ de Bergen pour l'Atlantique. L'U-1202 patrouille dans une zone située dans le sud-ouest de l'Irlande. Le 21 mars 1945, il déclare un destroyer coulé et un porte-avions d'escorte endommagé dans le sud-ouest de l'Irlande. Il signale également, le 31 mars 1945, deux bâtiments envoyés par le fond. Le 1er avril 1945, l'U-1202 annonce deux corvettes coulées et un autre navire endommagé. Aucune des attaques n'est confirmées. Il rentre à la base le 26 avril 1945. À la suite de cette mission, Rolf Thomsen (en) est décoré de la Croix de chevalier de la croix de fer avec feuilles de chêne, le 29 avril 1945.
L'U-1202 capitule à Bergen le 9 mai 1945 à la position 60° 23′ 34″ N, 5° 18′ 44″ O.
Il est, avec l'U-324 et l'U-926, le seul U-Boot (sur les trente présents à Bergen) à n'être pas transféré entre fin mai et début juin 1945. Les trois sous-marins échappèrent donc à l'opération Deadlight de destruction massive des sous-marins allemands.
Il est pris par la Royal Navy en 1947 et est remis à la marine norvégienne en octobre 1948. Il est mis en service sous le nom de KNM Kinn le 1er juillet 1951 et désarmé le 1er juin 1961.
Il est convoyé à Hambourg et démoli en 1963.
Deux autres sous-marins allemands sont utilisés par la marine norvégienne après la guerre, il s'agit des U-926 et U-995.

## Affectations
- 8. Unterseebootsflottille du 27 janvier 1944 au 31 août 1944 (Période de formation).
- 11. Unterseebootsflottille du 1er septembre 1944 au 8 mai 1945 (Unité combattante).

## Commandement
- Kapitänleutnant Rolf Thomsen (en) du 27 janvier 1944 au 9 mai 1945 (Croix de fer).

## Patrouilles
|       | Commandant          | Départ          | Départ       | Arrivée          | Arrivée      | Jours     | Succès  |
| ----- | ------------------- | --------------- | ------------ | ---------------- | ------------ | --------- | ------- |
|       | Kptlt. Rolf Thomsen | 21 octobre 1944 | Kiel         | 24 octobre 1944  | Horten       | 4 jours   |         |
|       | Kptlt. Rolf Thomsen | 26 octobre 1944 | Horten       | 28 octobre 1944  | Kristiansand | 3 jours   |         |
| 1     | Kptlt. Rolf Thomsen | 30 octobre 1944 | Kristiansand | 1er janvier 1945 | Bergen       | 64 jours  | 7 176   |
| 2     | Kptlt. Rolf Thomsen | 4 mars 1945     | Bergen       | 26 avril 1945    | Bergen       | 54 jours  |         |
| Total | Total               | Total           | Total        | Total            | Total        | 125 jours | 7 176 t |

Note : Kptlt. = Kapitänleutnant

## Navires coulés
L'U-1202 a coulé un navire marchand de 7 176 tonneaux au cours des deux patrouilles (125 jours total en mer) qu'il effectua.
| Date             | Nom       | Nationalité | Tonnage | Convoi | Fait  | Localisation        |
| ---------------- | --------- | ----------- | ------- | ------ | ----- | ------------------- |
| 10 décembre 1944 | Dan Beard | USA         | 7 176   | -      | Coulé | 51° 56′ N, 5° 29′ O |